# اوچه نووفور
اوچه نووفور (هلندی: Uche Nwofor؛ زادهٔ ۱۷ سپتامبر ۱۹۹۱) یک بازیکن فوتبال اهل نیجریه است.
وی همچنین در تیم‌های ملی فوتبال نیجریه نیجر بازی کرده‌است.